# スポーツ科学
スポーツ科学（スポーツかがく、英語：sports science）とは、スポーツを考察の対象とした学問の総称で、体育科学と呼ばれることもある。
また「科学」の指し示す内容によって、自然科学的領域のみに限定する場合や、自然科学的領域に加え、人文科学・社会科学的領域をも含める場合もある。後者においてはスポーツ学、体育学と呼ばれることもある。

## 概要
スポーツ科学は1960年代になって脚光を浴びた言葉である。スポーツ科学は競技力向上だけを目的とした科学ではなく、歴史的にスポーツ医学を基盤にして発展した科学である。現代では、スポーツ科学は「スポーツをキーワードにしたあらゆる研究」を含み、政治学・経済学・心理学・医学・生理学・栄養学といった諸学問と関連している。研究を行う者がスポーツ競技者である必要はない。
スポーツ科学は研究対象であるスポーツに対する研究手法によって細分化され、細分化された各専門諸学は「スポーツ○○学」と呼ばれる。スポーツ科学の専門分科として、スポーツ史・スポーツ社会学・スポーツ心理学などがある。
スポーツ科学は、健康増進のためのスポーツ振興・スポーツ関連ビジネスのマネジメント・体育科の教員養成といった社会的ニーズ、競技スポーツや生涯スポーツにおける障害管理やコンディション指導といったスポーツニーズ、スポーツに関わる諸科学を研究するアカデミックニーズに応えることが求められている。

## 分野
- 運動生理学（筋生理学、スポーツ生理学、スポーツ神経科学）
- スポーツ医学
- スポーツ栄養学
- スポーツ教育学
- スポーツ経済学
- スポーツ経営学
- スポーツ史学
- スポーツ社会学
- スポーツ心理学
- スポーツ人類学
- スポーツバイオメカニクス
- スポーツ法学
- スポーツ工学